# The Good Instinct of the Morning
The Good Instinct of the Morning ist ein Jazzalbum von Gerrit Hatcher. Die am 19. Mai 2019 entstandenen Aufnahmen erschienen als limitierte und handnummerierte Compact Disc, als Kompaktkassette sowie als Download im Januar 2020 auf dem Chicagoer Label Kettle Hole Records.

## Hintergrund
Der Saxophonist Gerrit Hatcher nahm das Album mit seiner Gerrit Hatcher Group auf, der neben ihm Ben LaMar Gay (Kornett), Keefe Jackson (Tenorsaxophon), Katie Ernst (Bass) und Julian Kirshner (Schlagzeug) angehören. Die vier ausgedehnten Stücke auf The Good Instinct of the Morning basierten komplett auf freier Improvisation der Mitglieder. Neben drei Eigenkompositionen des Bandleaders enthält das Album auch eine Version von „Man Alone“, ein Stück, das ursprünglich auf Charles Tylers Album Eastern Man Alone (1967) erschien, aufgenommen mit Brent Mckesson, Kent Brinkley und David Baker für das Avantgarde-Label ESP-Disk.

## Titelliste
- Gerrit Hatcher Group – The Good Instinct of the Morning[3]

1. Other Fires 11:30
2. Man Alone (Charles Tyler) 8:43
3. Shoaling 9:25
4. For Protection 5:20

Sofern nicht anders vermerkt, stammen die Kompositionen von Gerrit Hatcher.

## Rezeption

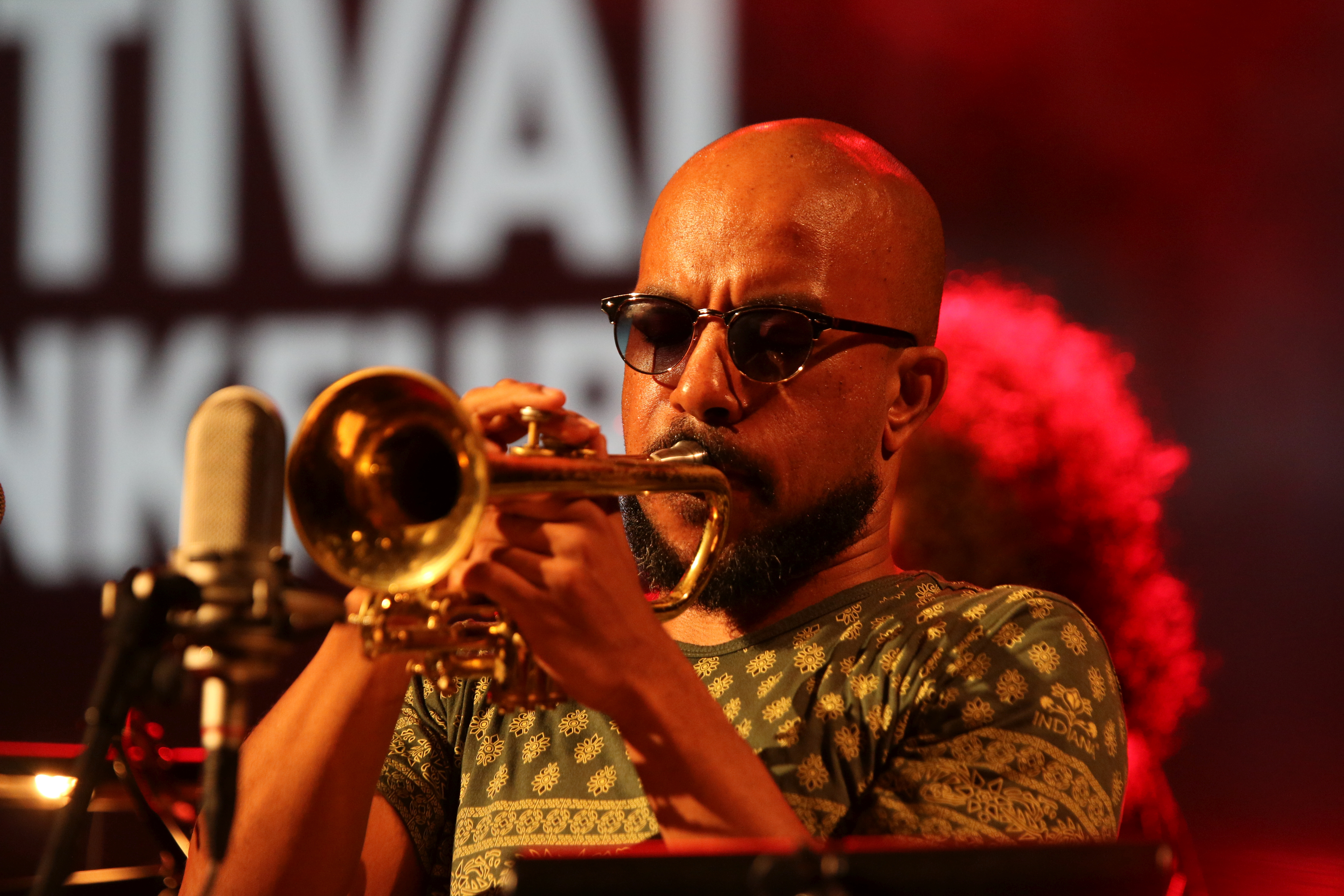
Ben LaMar Gay auf dem Deutschen Jazzfestival 2015 mit der AACM Now Generation

Nach Ansicht von Bill Meyer, der das Album im Chicago Reader rezensierte, habe Chicago eine prächtige Tenorsaxophon-Tradition – etwa Gene Ammons, Johnny Griffin, Von Freeman oder Fred Anderson. Mit dieser Tradition gehe einher, so der Autor, dass Chicagos Tenorsaxophonisten in der Lage sein müssen, einen breiten Ton, eine bluesige Atmosphäre und einen stetigen Strom von Improvisationsideen hervorzubringen. Saxophonist Gerrit Hatcher habe keine Probleme, diesen Anforderungen gerecht zu werden. Der bloße Klang seines Instruments, dokumentiert auf drei Soloalben, reiche von ohrenbetäubenden hohen Tönen bis hin zu türblockierenden Tiefen. Die bläserlastige Besetzung von Hatchers Band – besonders in „Man Alone“ – und die rauschenden, energiegeladenen Improvisationen, die sie aus dem Gospel-gefärbten Hintergrund der Melodie spinnen, und Hatchers eigene Melodien würden stark an Tylers Weggefährten Albert Ayler erinnern.
Die Musik dieses Quintetts sei hell und inspirierend und basiere vollständig auf spontaner Improvisation und klanglichen Experimenten, schrieb der Kritiker von Avant Scena. Die Musiker würden dabei ihren ganz eigenen und originellen Sound entwickeln; sie verfügten über eine innovative und suggestive Spieltechnik, eine inspirierende und ausdrucksstarke Spielweise und eine moderne Auffassung von Avantgarde-Jazz. Treibende, mitreißende und bewegende Saxophone seien die Seele der Melodielinien, zusammen mit ausdrucksstarkem, vitalem Kornett.